# Зміячка кінчаста
Podospermum laciniatum (зміячка кінчаста, скорзонера роздільнолиста як Scorzonera laciniata) — вид рослин з родини айстрових (Asteraceae), поширений у Північній Африці, у Європі крім сходу й півночі, у південно-західній Азії.

## Опис
Дворічна рослина 15–45 см. Корінь тонкий, циліндричний. Стебла прямостоячі або висхідні, голі або слабо запушені. Обгортки1 сірувато паутинисто запушені; зовнішні листочки її яйцеподібні. Язичкові квітки жовті, дещо перевищують обгортку; крайові — зовні червонувато-лілові. Сім'янки циліндричні, трохи зігнуті, світло-сірі; чубчик багаторядний, з білих або жовтувато-або сірувато-білих волосків. 2n = 14.

## Поширення
Поширений у Північній Африці (Канарські острови, Алжир, Марокко, Туніс, Лівія), у Європі крім сходу й півночі (Бельгія, Чехія, Німеччина, Угорщина, Швейцарія, Молдова, Росія, Україна (включно Крим), Албанія, Боснія і Герцеговина, Болгарія, Хорватія, Греція, Італія (включно Сардинію, Сицилію), Північна Македонія, Чорногорія, Румунія, Сербія, Словенія, Франція (включно Корсику), Португалія, Іспанія), у південно-західній Азії (Азербайджан, Вірменія, Грузія, Кіпр, Туреччина, Туркменістан, Афганістан, Іран, Пакистан); натуралізований 
в Австралії, США, Аргентині.
В Україні вид зростає на сухим і кам'янистих схилах, у засмічених місцях — переважно на півдні Степу і Лісостепу, а також у Криму (у верхньому лісовому поясі і на яйлі).

## Використання
Харчова рослина.